# 2033
2033 (MMXXXIII) será un año normal comenzado en sábado en el calendario gregoriano. Será también el número 2033 anno Dómini o de la designación de era cristiana, será el trigésimo tercero año del Siglo XXI y del III milenio. Será el tercero año de la cuarta década del Siglo XXI y el cuarto del decenio de los años 2030.  Será designado como:
- El año del Buey, según el horóscopo chino.

## Cultura y ficción
- Se sitúan los sucesos relatados en el videojuego The Last of Us.
- Se sitúan los sucesos relatados en la novela Metro 2033.

- Datos: Q12786
- Multimedia: 2033 / Q12786